# Val Popera
La val Popera (o vallone Popera) è un catino dolomitico in provincia di Belluno (Dolomiti di Comelico).

## Toponimo
Il vallone prende il nome dal monte Popera (3046 m) che lo sovrasta a sud e che dà il nome al gruppo montuoso delle dolomiti del Comelico.

## Caratteristiche

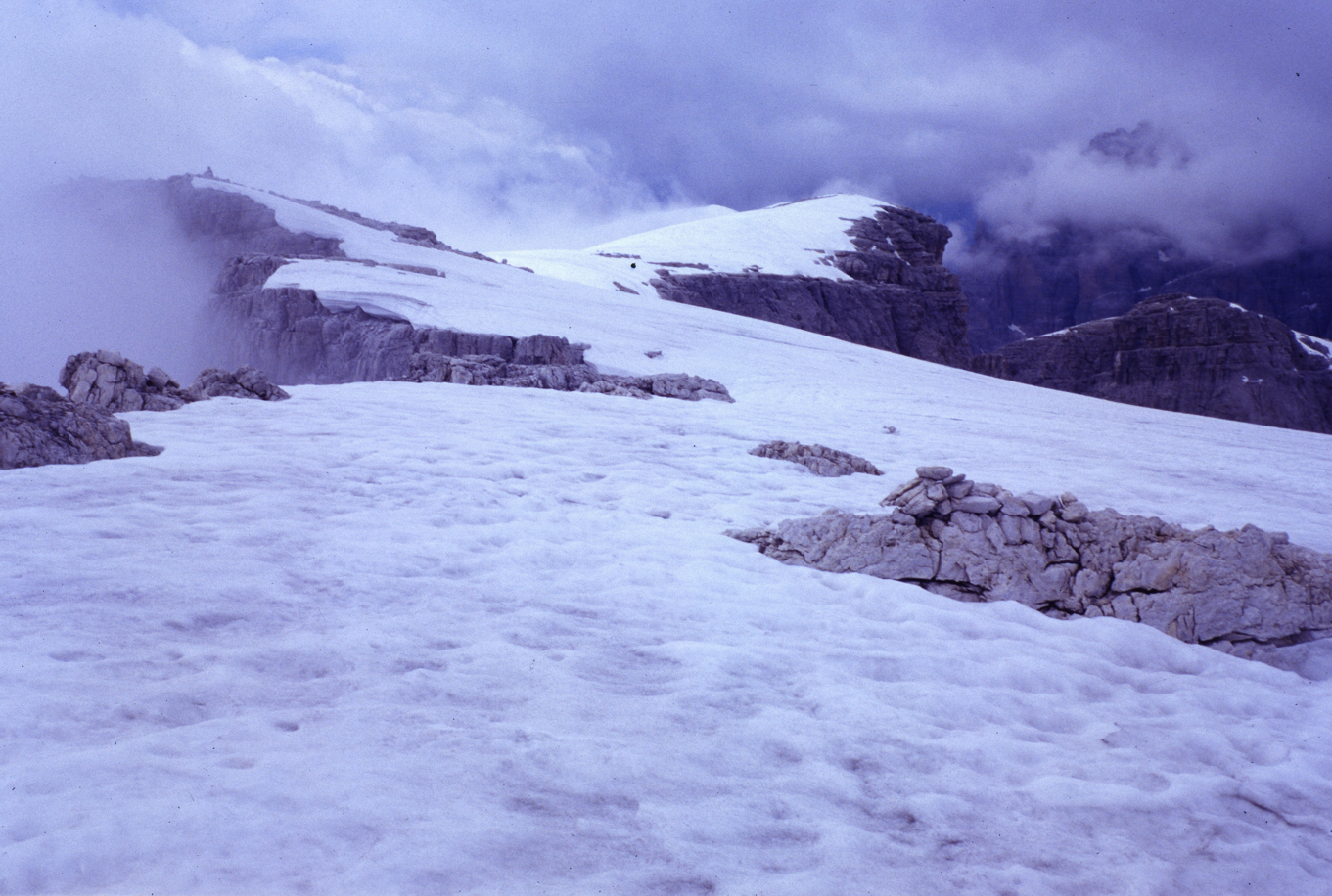
Monte Popera

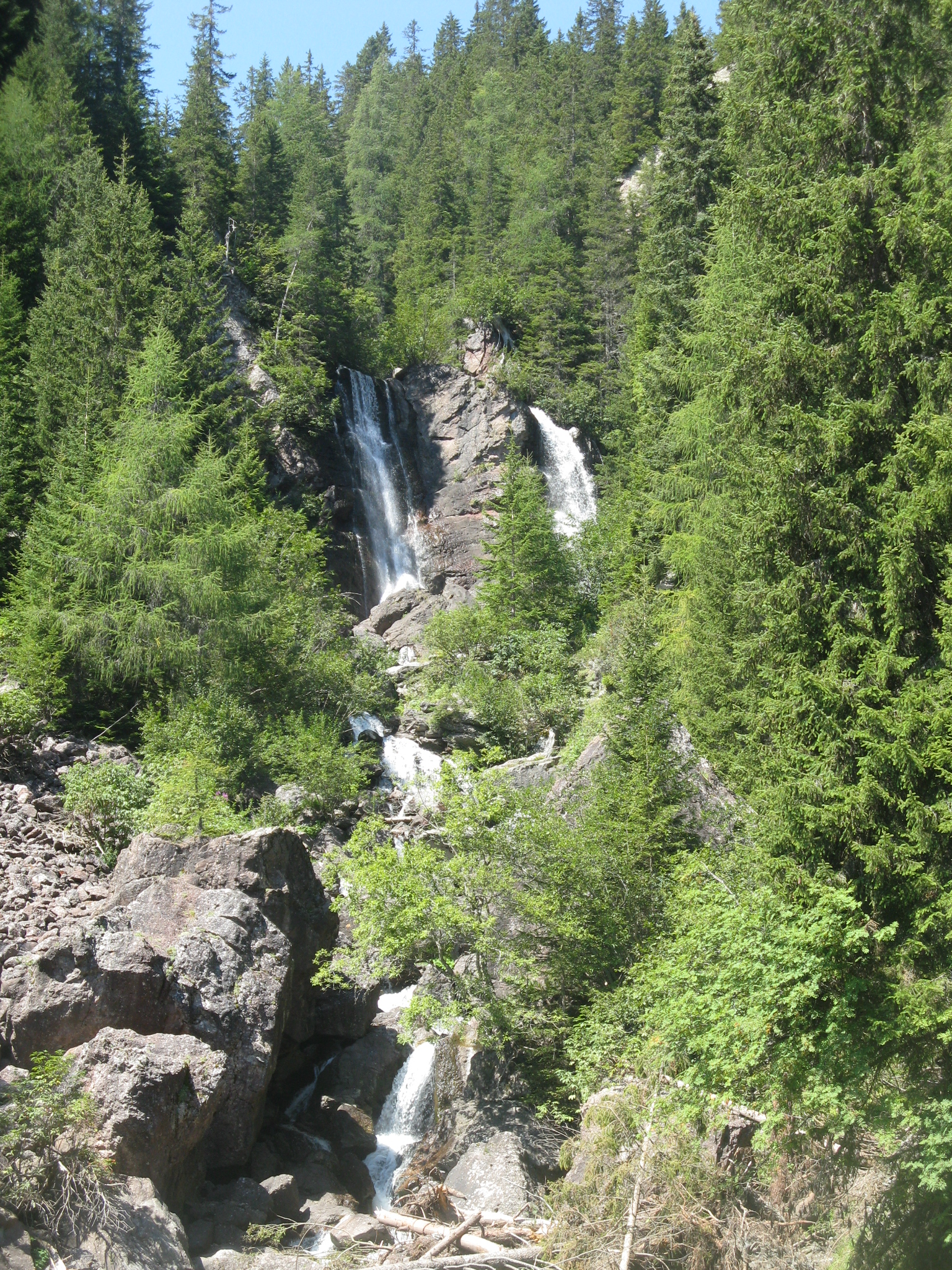
Torrente Padola

Alta valle detritica racchiusa, a est, dal Creston Popera, grosso contrafforte roccioso avente andamento digradante lungo l'asse nord-sud, a nord dal gruppo della Croda Rossa di Sesto e relativo sottogruppo (Dente-Gobbe-Pala-Triangolo di Popera), a sud-sudovest da cima Undici, cresta Zsgymondy, monte Popera.
Sul margine meridionale del Creston Popera si trova il rifugio Berti (1950 m).
Il culmine del vallone è costituito dal passo della Sentinella che permette il collegamento verso l'Alta Val Fiscalina.
Un ghiacciaio, ora sepolto da detriti, si estende nella parte più alta della valle, fino al passo della Sentinella per una estensione stimata in un paio di ettari; nella parte vicino alla parete di cima Undici presenta alcuni crepacci.
Altri ghiacciai minori costituiscono il collegamento con la cresta Zsgymondy.
Dalle acque di scioglimento dei ghiacciai del vallone nasce il torrente Risena che, dopo aver alimentato un piccolo lago glaciale (lago Popera), e superato un salto (cascata spesso secca) costituisce l'affluente principale del torrente Padola, affluente comelicese del fiume Piave.
Il Vallon Popera è percorso dal sentiero segnavia CAI n. 101.

## Storia
Il vallon Popera ha avuto enorme importanza strategica durante la prima guerra mondiale e sono notevoli i resti di fortificazioni militari in zona, così come è facile rinvenire munizioni esplose e residuati bellici vari. Nei primi anni Ottanta il ghiacciaio Alto di Popera restituì le spoglie di un alpino, presumibilmente morto durante il freddo inverno 1916-17. Furono ritrovati anche diversi suoi oggetti personali ma non la piastrina di riconoscimento. Il corpo dell'ignoto fu tumulato nel sacrario di Santo Stefano di Cadore e alle esequie presenziò anche l'allora Capo di Stato Sandro Pertini.